# ميخائيل غرايمز
ميخائيل غرايمز (بالإنجليزية: Michael Grimes)‏ هو مصرفي الاستثمار ‏ ومهندس أمريكي، ولد في 25 نوفمبر 1966 في لوس أنجلوس في الولايات المتحدة.